# Tim Hamilton
Tim Hamilton (13 aprile 1982) è un attore pornografico ceco.
Ha recitato in numerosi film pornografici gay.

## Biografia
È apparso in numerosi film della casa di produzione Bel Ami.

## Riconoscimenti
- GayVN Awards premiato come Miglior Attore – Foreign Release in Greek Holiday 1-2 (Bel Ami) (2004)
- Golden Dickie Awards nominato per Best Major Studio Twink Performer – Bottom (2008)
- GayVN Awards nominato come Miglior Attore – Foreign Release in Knockout (Falcon International) (2008)

## Filmografia
- Cover Boys (2001)
- Flings (2001)
- Personal Trainers 2 (2001)
- Frisky Summer 4: Summer Loves (2002)
- Just For Fun (2003)
- Greek Holiday 1: Cruising the Aegean (2004)
- Greek Holiday 2: Cruising Mykonos (2004)
- Lukas In Love (2005)
- Lukas In Love 2 (2005)
- Private Life of Tim Hamilton (2005)
- Too Many Boys (2005)
- Out in Africa (2006)
- Undressed Rehearsals 1 (2006)
- Knockout (2007)
- Red Hot Chili Sex (2007)
- Out at Last 6: Web Site Stories (2008)
- Face Fuckers 1 (2009)
- Desire (2010)
- Dirty Secrets (II) (2010)